# Гангска акула
Гангската акула (Glyphis gangeticus) е рядък вид речна акула, която се среща във водите на река Ганг. Не бива да се бърка с бичата акула, която също се среща в река Ганг.

## Физическа характеристика
По своите физически белези, гангската акула прилича на останалите представители на семейство Сиви акули. Притежава набита, широко закръглена муцуна и малки очи. Първата гръбна перка започва в последната една трета от линията на гръдните перки и притежава свободен заден край. Втората гръбна перка е по-малка от първата. Аналната перка е най-малка, но съизмерима по размер с втората гръбна перка. Коремните перки са широки и сърповидно завити. Горният дял на опашната перка е значително по-голям от долния.
Окраската на тялото е сива до кафява с липса на забележими петна или ивици.

## Разпространение
Гагската акула, както подсказва и нейното име е разпространена в реките на източна и североизточна Индия, най-вече река Ганг, Брахмапутра,
река Маханади, т.е. в индийските щати Бихар, Асам и Ориса, както и река Хугли в Западна Бенгалия. Обикновено се среща в средните и долни течения на реките.